# Forêts décidues d'Anatolie orientale
Localisation
Les forêts décidues d'Anatolie orientale sont une écorégion terrestre en Asie définie par le WWF, appartenant au biome des forêts tempérées décidues et mixtes, dans l'écozone paléarctique. Elles couvrent  une grande partie de l'est de la Turquie.

## Géographie et climat

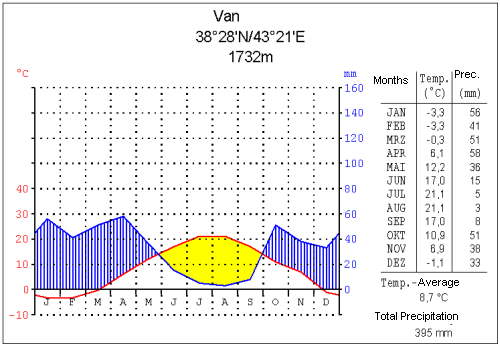
Climogramme de Van.

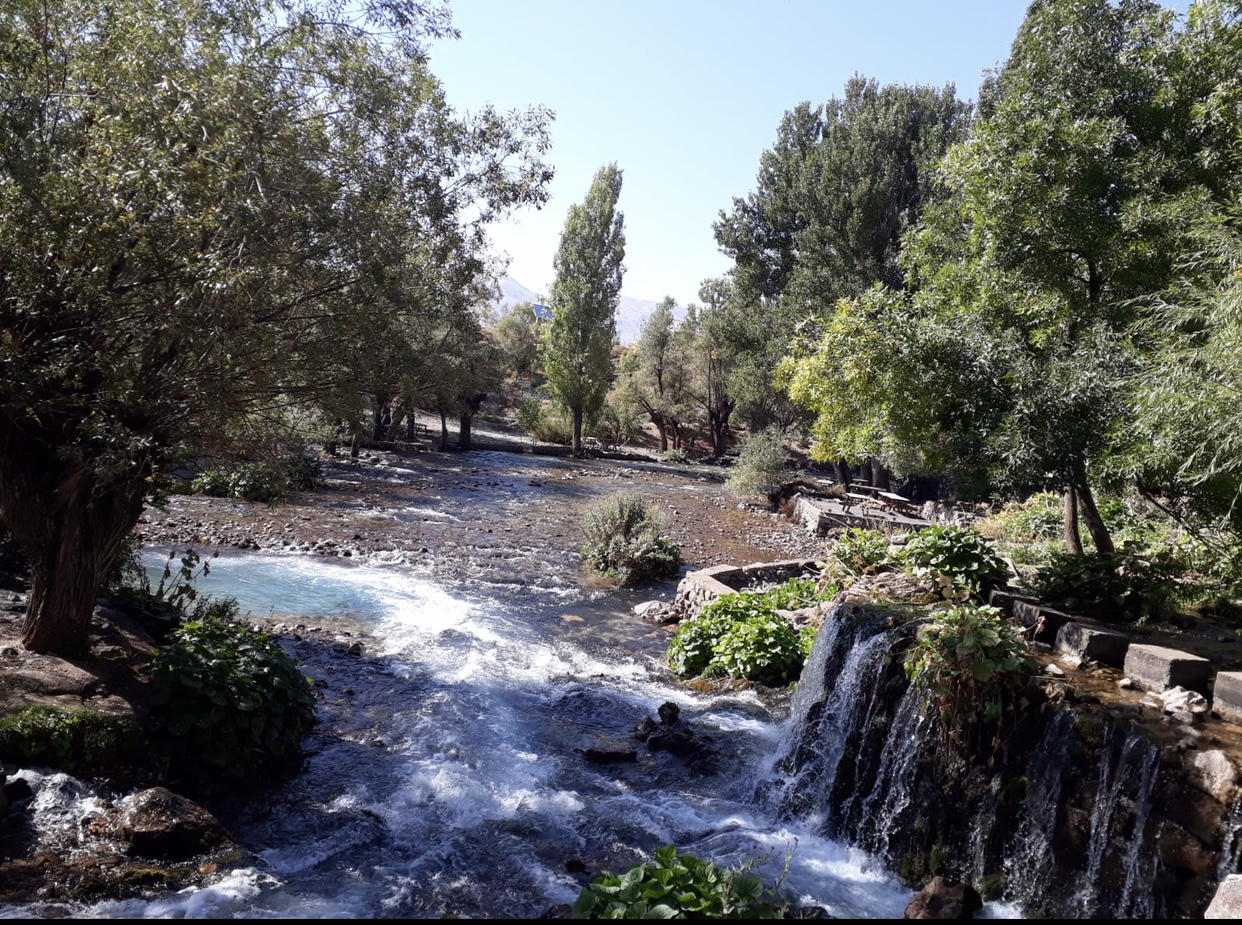
Ovacık (province de Dersim) en mars 2020.

Cette écorégion couvre une surface de 81 628 km², comprenant les monts de l'Anti-Taurus et la partie ouest des plateaux d'Anatolie orientale. Elle comprend les sommets des monts de Nurhak (2 548 m), Malatya (2 583 m) et Munzur (3 462 m) ainsi que les bassins supérieurs de l'Euphrate, du Tigre et du Ceyhan, les trois principaux cours d'eau d'Anatolie.
Le climat continental est semi-aride avec des hivers froids et neigeux ; certains versants des  provinces de Bingöl et Mardin reçoivent des précipitations plus fortes, entre 600 et 1 000 mm par an. À l'ouest et au sud, l'écorégion confine aux forêts, terres boisées et broussailles méditerranéennes, au nord aux forêts de conifères et décidues d'Anatolie septentrionale plus humides, à l'est aux steppes d'altitude d'Anatolie orientale.
De l'Antiquité jusqu'à une époque récente, les forêts d'Anatolie orientale alimentaient par flottage du bois les civilisations de la plaine mésopotamienne. Hérodote (I, 194) raconte que les peuples du haut Euphrate construisaient des barques rondes faites de bois tendu de cuir pour porter leurs marchandises jusqu'à Babylone : là, ils vendaient la charpente de bois et remontaient à pied vers les forêts.

## Flore

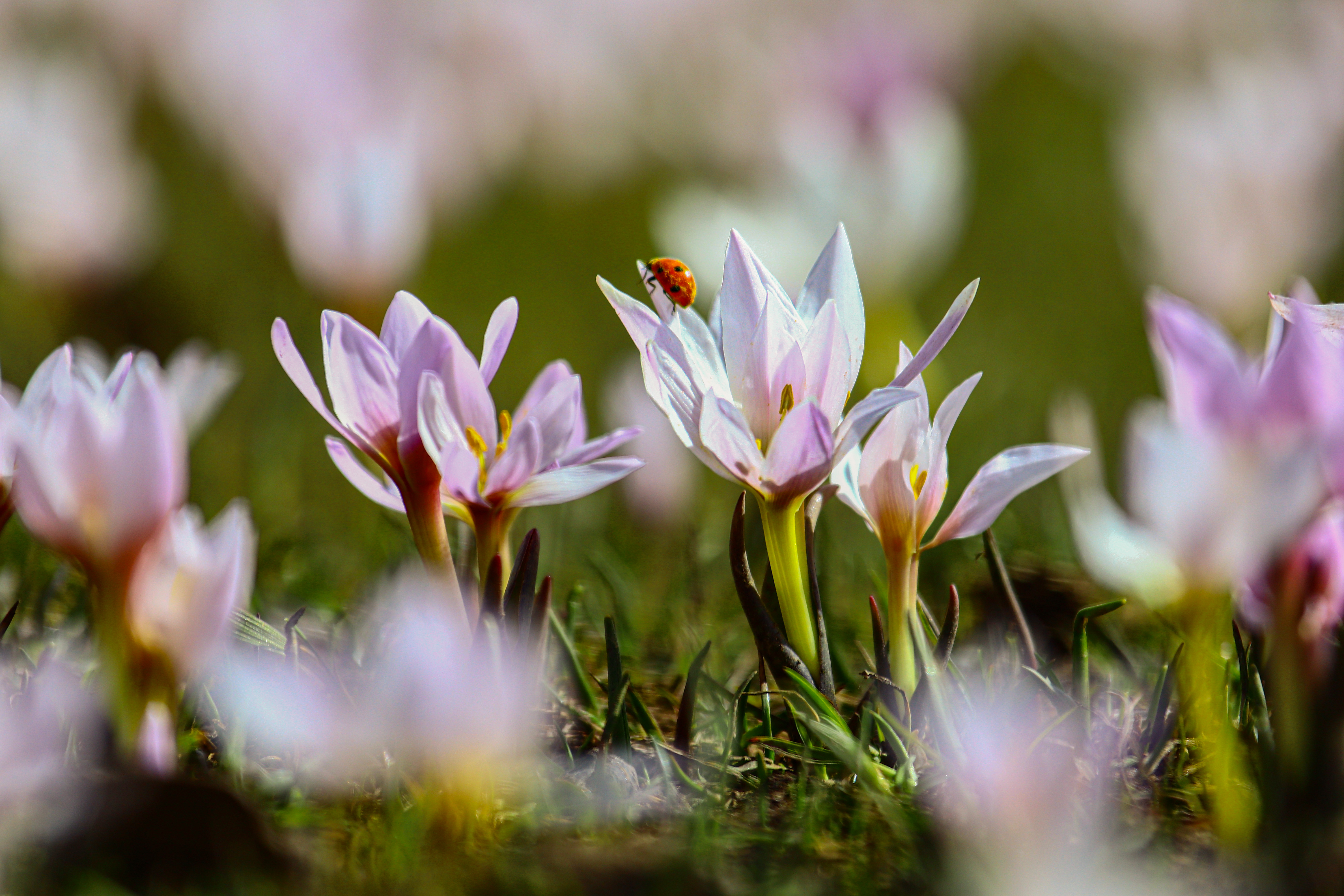
Fleurs et coccinelle au parc national de Munzur en avril 2022.

L'écorégion est coupée par la diagonale anatolienne (en) avec une différence marquée entre la flore de l'ouest anatolien et celle de l'est ; on compte 390 espèces de plantes  dont plusieurs endémiques le long de la diagonale. Le parc national de la vallée de Munzur abrite 3 000 espèces dont 100 endémiques.
Le paysage est marqué par une alternance de steppe, de broussailles et de hautes futaies ombrageant un tapis herbeux. Sur les versants les plus arrosés, on rencontre des chênes du Liban, chênes d'Alep, chênes Valonia et chênes de Brandt. La futaie comprend aussi le chêne pédonculé, le pin sylvestre, le platane d'Orient, avec des franges résiduelles d'aulnes, érables, châtaignier commun, de bouleaux le long des rivières, ainsi que des buissons de chèvrefeuille, Rosa pimpinellifolia, Rosa canina, Juniperus communis et Convolvulus calvertii.
L'action humaine a provoqué une extension de la steppe aux dépens de la forêt : aux altitudes inférieures, elle se compose surtout d'armoises, thym, Gundelia tournefortii, Noaea mucronata, Salvia cryptanth et des astragales d'où on tire la gomme adragante. En haute altitude, ce sont surtout des herbacées comme Achillea vermicularis, Ajuga chia, Helianthemum nummularium, Malcolmia africana et Marrubium parviflorum.

## Faune

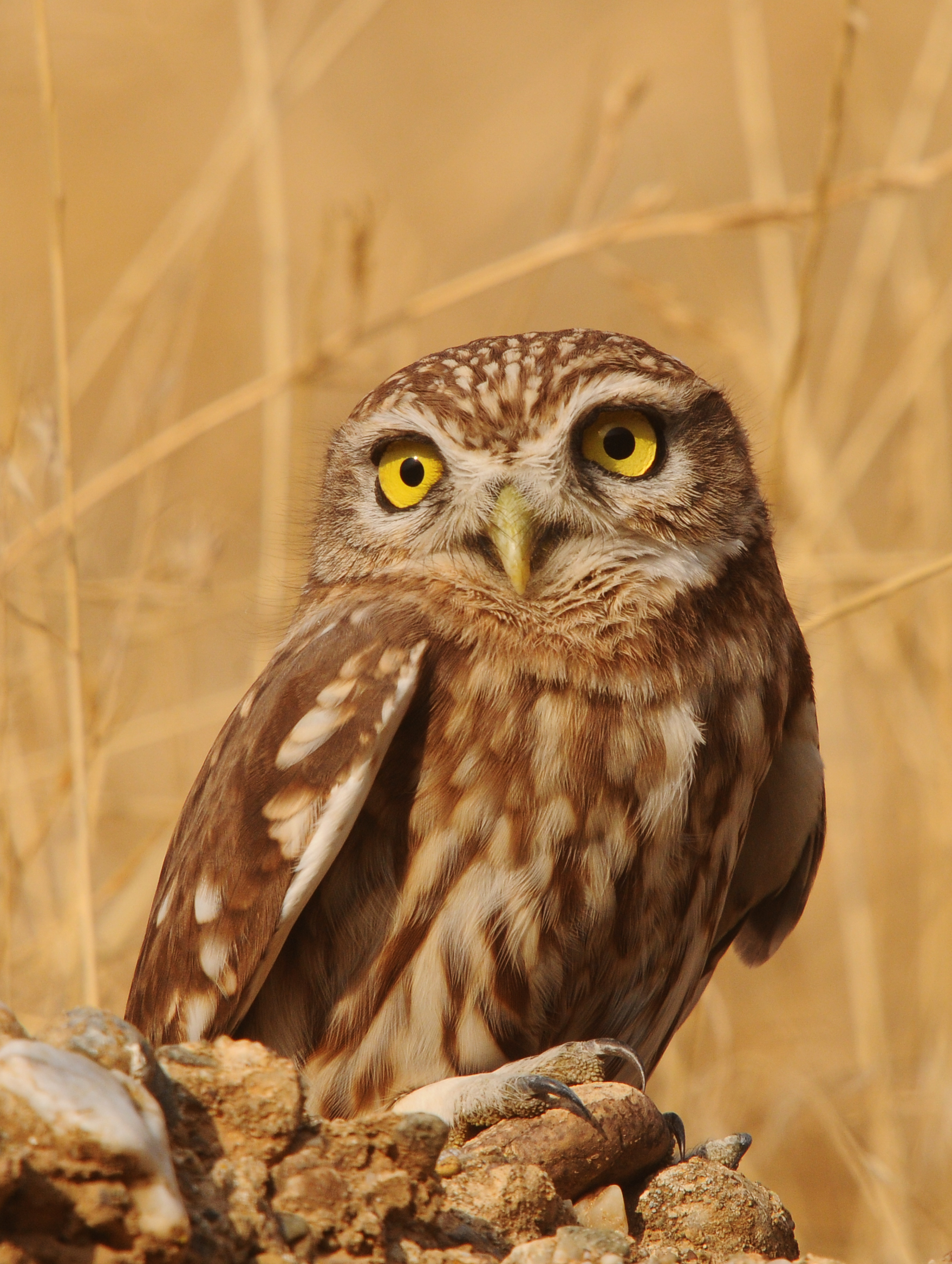
Chevêche d'Athéna en novembre 2011.

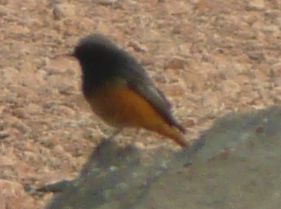
Rougequeue noir à İdil (province de Şırnak) en janvier 2011.

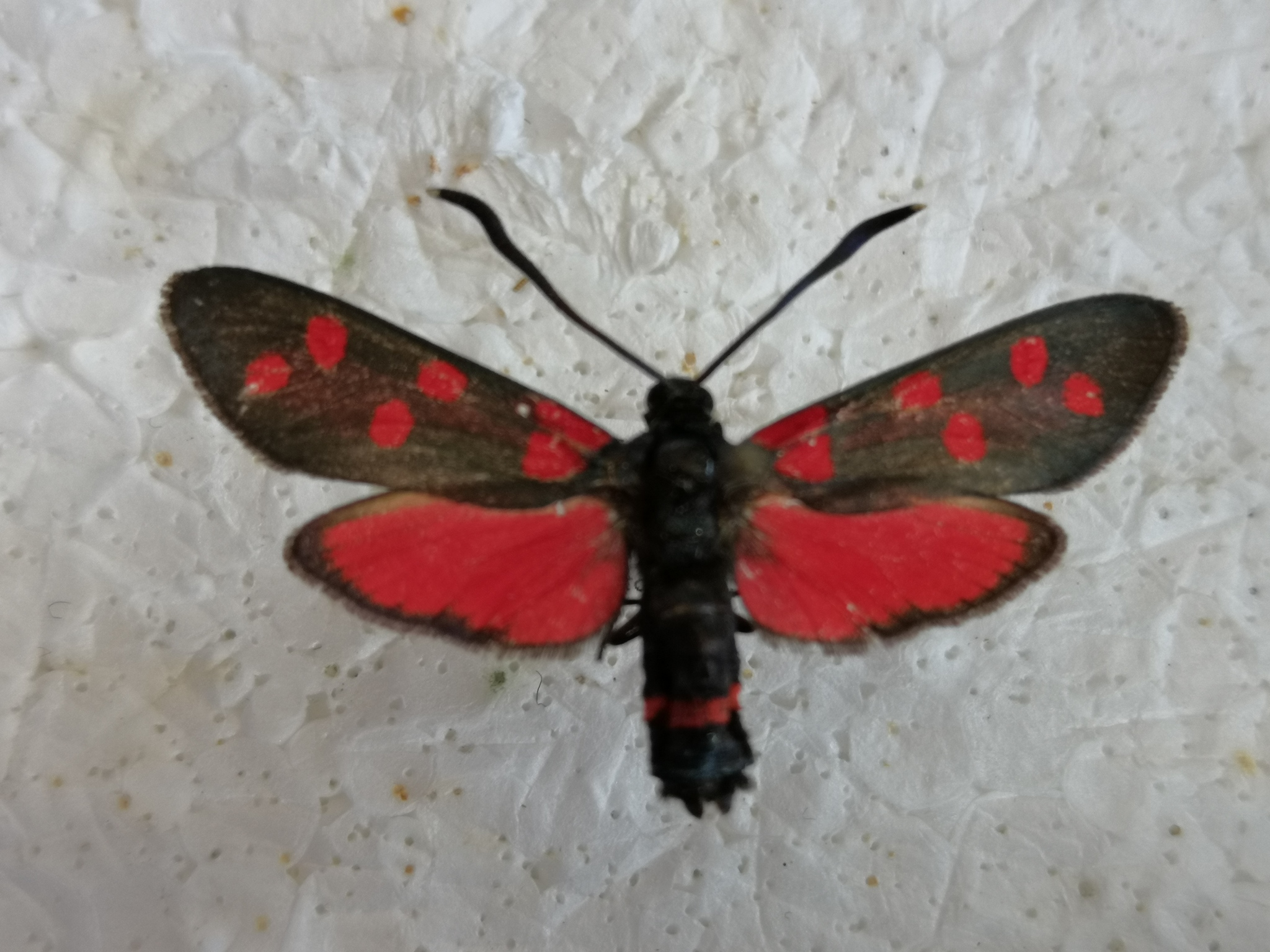
Zygaena dorycnii à Muş en juin 1999.

La faune de grands mammifères comprend l'ours brun, le loup, le lynx, le renard roux, le cerf élaphe, le chamois, la chèvre sauvage, le sanglier et  la loutre d'Europe.
Parmi les oiseaux, on rencontre la perdrix choukar et la perdrix grise.
Une étude de 2022 recense 124 espèces d'insectes en Anatolie réparties en 97 genres. La plupart sont présentes en Anatolie orientale. Parmi elles, on compte 33 Pentatomidae, 32 Miridae, 12 Rhyparochromidae, 9 Scutellidae, 7 Reduviidae, 6 Coreidae, etc..
Sur 85 espèces de poissons en Turquie, 40 sont endémiques aux zones humides d'Anatolie dont certaines en danger critique comme Alburnus heckeli au lac Hazar. 12 espèces sont confinées à l'Euphrate et au Tigre et menacées par la construction des barrages.

## Menaces
Dans les années 1990, dans le cadre du conflit kurde en Turquie, l'armée détruit des forêts des régions kurdes qui servaient d'abri à la guérilla du PKK : en 1994, 25% des forêts sont détruites dans la province de Tunceli.
À partir de la fin des années 1990, l'arrêt relatif des combats s'accompagne d'une pression accrue sur l'environnement par le surpâturage, la chasse, l'exploitation minière et la construction de barrages. Le pâturage dégrade la végétation quand il survient aux phases critiques du début du printemps et de la fin de l'automne. 22 barrages et 19 centrales hydroélectriques ont été construits sur les deux branches supérieures de l'Euphrate. Le barrage de Keban dans la province d'Elazığ a ainsi causé l'extinction de 5 plantes endémiques,.
Les forêts riveraines de l'Euphrate et du Tigre, étroits couloirs plantés de tamaris et de peupliers, sont pratiquement noyées par les lacs des barrages de Keban et Atatürk, menaçant des espèces endémiques comme la tortue à carapace molle (Rafetus euphraticus). Cette destruction des zones humides compromet les aires de reproduction d'oiseaux comme la grue cendrée et la grue demoiselle.
L'exploitation en coupe rase a aussi un impact négatif sur plusieurs forêts de chênes de l'Est anatolien. Dans les années 2020, l'opposition kurde accuse l'État de détruire les forêts, d'abord en laissant se développer les incendies et empêchant les habitants de s'organiser pour les éteindre, puis en les livrant à l'exploitation industrielle : selon le barreau de Şırnak, 8% des forêts en zone militaire ont été coupées en 2021.